# Écoduc

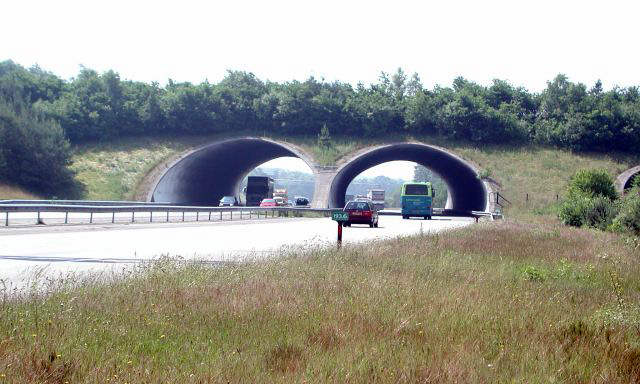
Écoduc de type « passage supérieur », enjambant les quatre voies de l'autoroute A50 aux Pays-Bas.

Les écoducs (aussi nommés « passages fauniques », « passages à faune », ou « pont à bestiaux » ou encore « écoponts ») sont des passages construits ou « réservés » dans un milieu aménagé, pour permettre aux espèces animales, végétales, fongiques, etc. de traverser des obstacles construits par l'être humain ou résultant de ses activités (agriculture, sylviculture, extraction…). On parle souvent de passages « supérieurs » ou « inférieurs » selon qu'ils passent au-dessus ou en dessous de l'infrastructure fragmentante. Celle-ci est le plus souvent une infrastructure linéaire de transport de personnes, de biens ou d'énergie, mais il peut s'agir d'autres éléments fragmentants du paysage (cours d'eau aux berges artificialisées, mur de fortification, no-man's land militaire, etc.). 
Les écoducs sont souvent construits en guise de mesures compensatoires résultant d'une étude d'impact.

## Objectifs

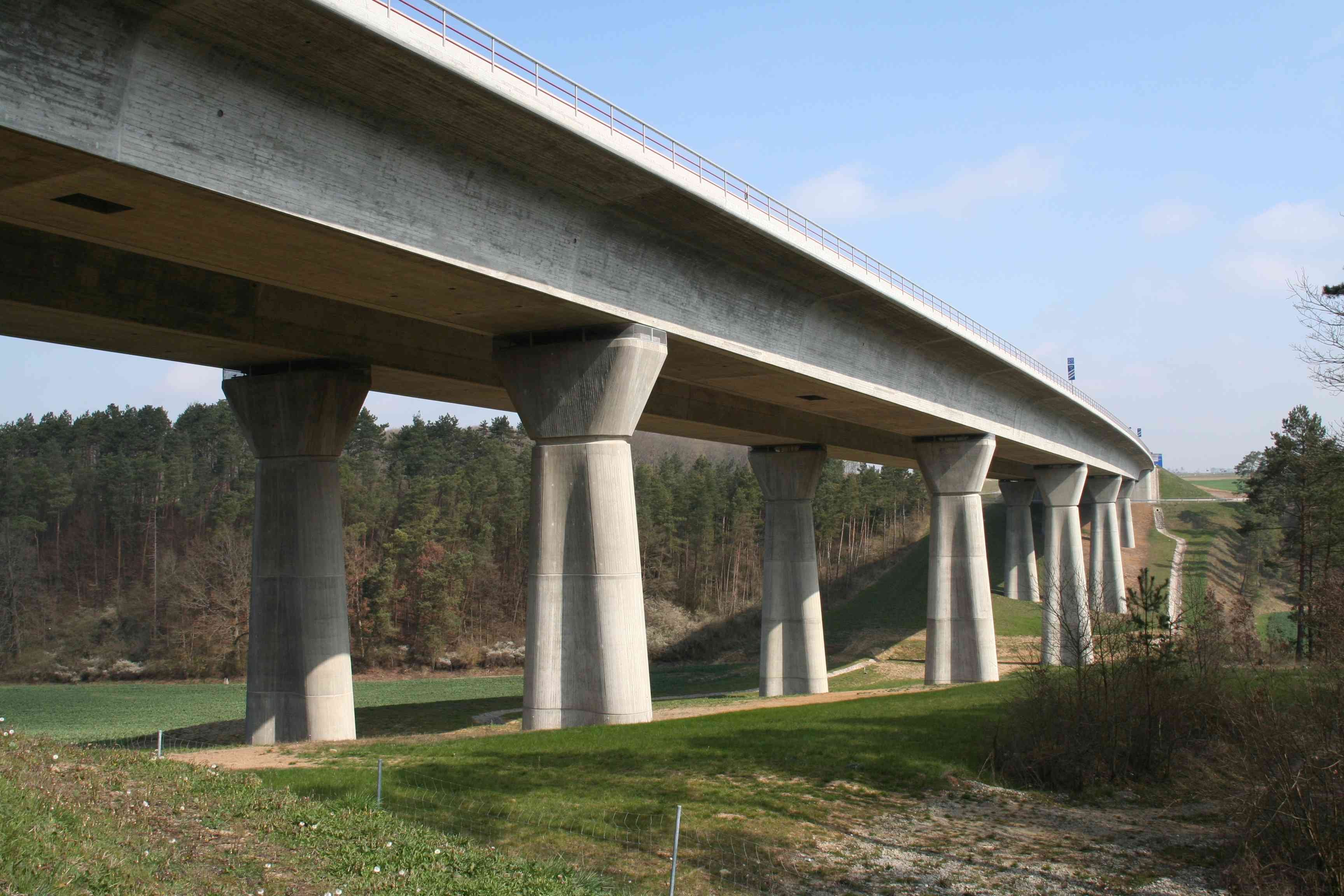
Les espèces animales, végétales, fongiques ont besoin de conditions minimales d'environnement pour se déplacer. Ici, sous l'autoroute allemande A71, le sol déshydraté et l'absence de cachette rendent le milieu peu sécurisant.

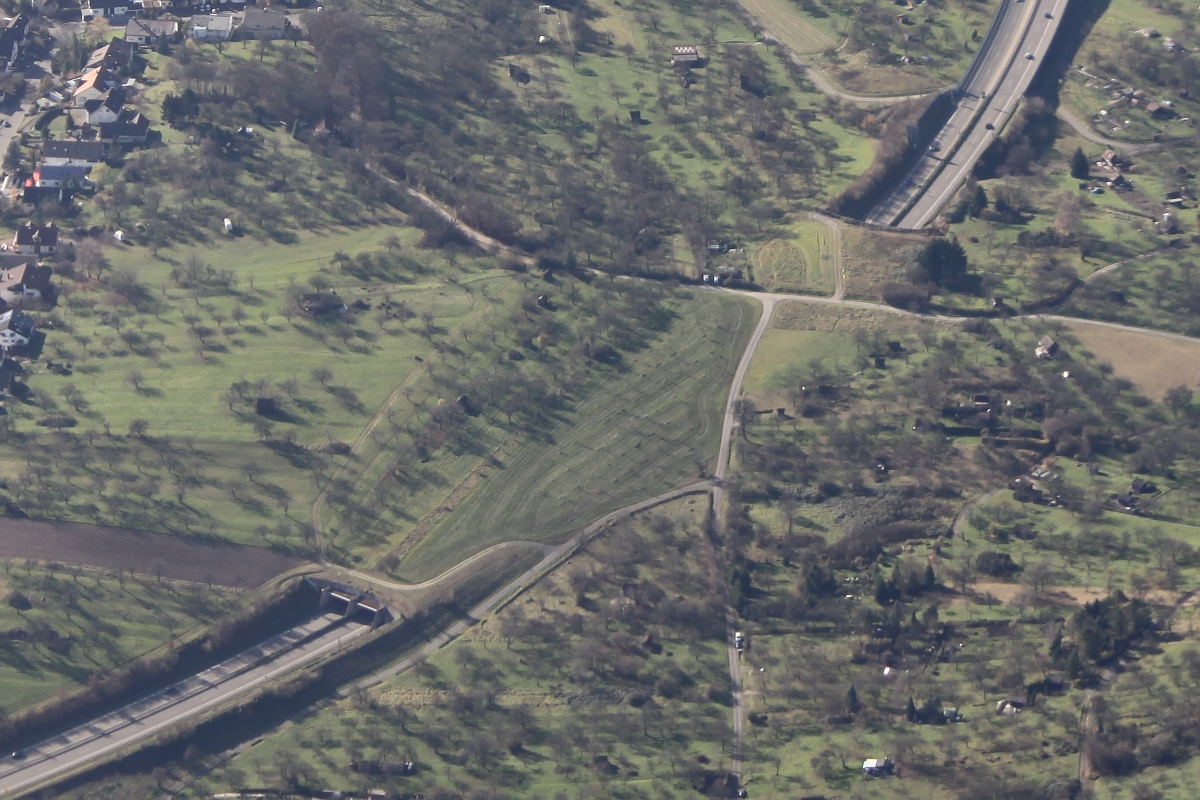
Cet écoduc (près de Stuttgart) n'a pas permis de supprimer certaines petites routes qui fragmentent encore le paysage, mais il limite très fortement l'effet fragmentant de l'autoroute.

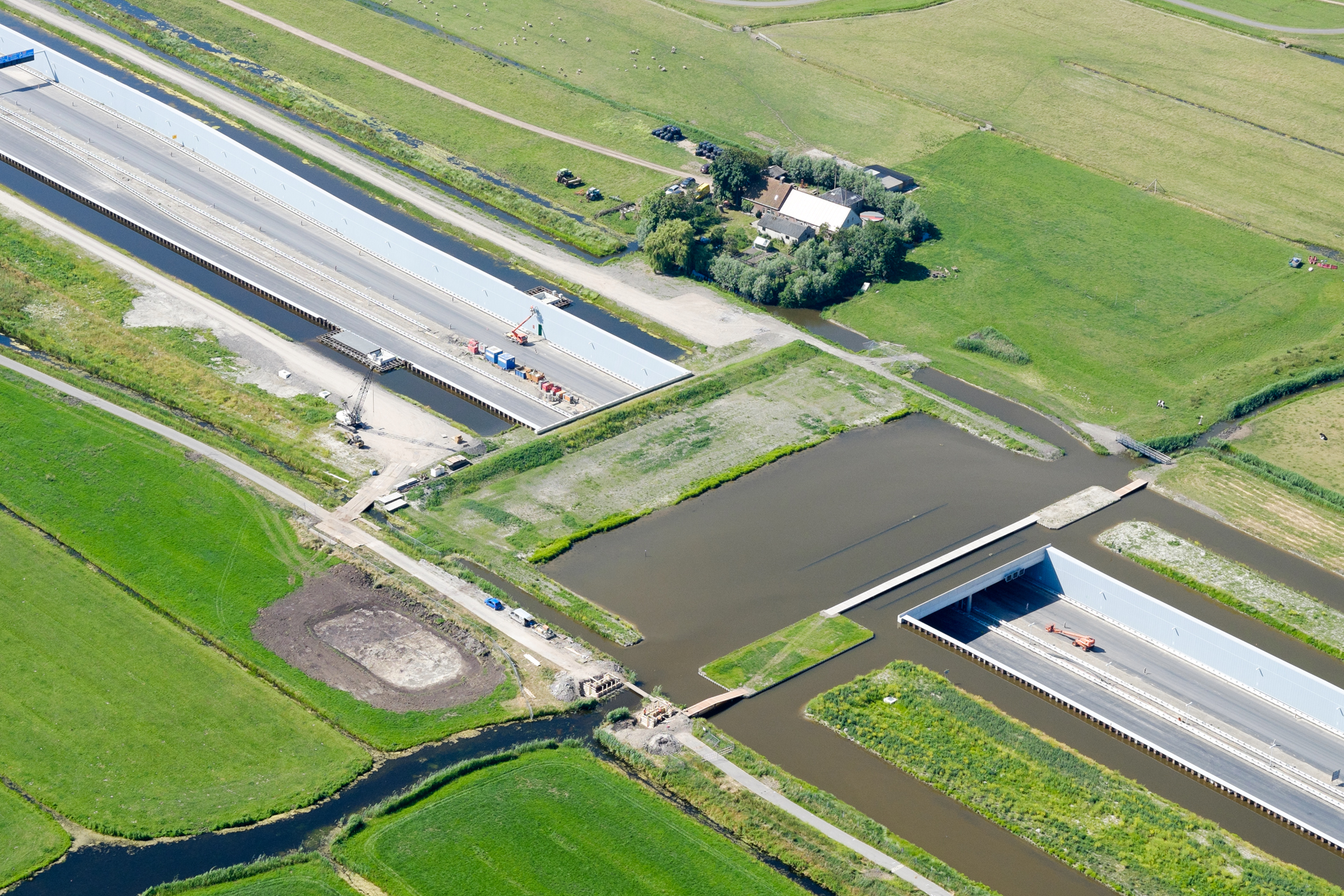
Photo aérienne : construction de l'écoduc/aqueduc Zweth et Slinksloot aux Pays-Bas

L'objectif premier d'un écoduc est que les populations d'espèces sauvages séparées par un aménagement humain soient à nouveau reliées afin qu'elles puissent se déplacer pour répondre à leurs besoins vitaux (de migration et d'échanges de gènes et d'individus au sein d'une métapopulation). Comme les corridors biologiques dont il est souvent un élément important, l'écoduc vise aussi à augmenter la « taille efficace » des populations d'espèces menacées par la fragmentation écologique de leur population. Il s'agit aussi de faciliter le rétablissement normal de sous-populations qui auraient été décimées ou localement éliminées en raison d'événements aléatoires (froid, sécheresse, drainage, incendies, chasse, surexploitation d'une ressource, braconnage, épidémies, pullulation de parasites…). Leurs enjeux sont particuliers dans les milieux de haute valeur écologique, dont dans les aires protégées, souvent fragmentées par une ou plusieurs grandes infrastructures dont les impacts n'ont pas ou peu été compensés. Une étude faite auprès de 106 des 196 entités gestionnaires de parcs nationaux aux États-Unis a montré que seulement 36 % des zones concernées avaient mis en place des mesures d'atténuation des impacts des routes sur la faune, et près de la moitié des parcs enquêtés s'attendaient à ce que cette situation de fragmentation empire dans les cinq prochaines années.
Pour mieux inviter la faune à les traverser, ces passages sont soigneusement étudiés et positionnés en connectivité avec des habitats proches et favorables à la biodiversité, ou sur d'anciens couloirs naturels de migration (vallées, combes, ripisylve, pelouse calcaire, bande prairiale, forêt ou bocage, lande, tourbière ou autre zone humide, etc.).
Ils sont généralement végétalisés de manière à offrir un milieu propice aux espèces amenées à les franchir.

Dans quelques cas, pour des raisons pratiques ou de coût, l'écoduc n'est qu'une « passerelle mixte » associant un passage piéton, cycliste, cavalier, voire une petite route. Il est alors moins efficace pour de nombreuses espèces qui craignent la présence et l'odeur humaine ou la proximité de l'Homme.

Concernant le franchissement d'infrastructures de transport, plus largement et précisément que les premiers « passages à gibier » (passage faunique, ou passages à faune) construits dans les années 1970 à 1980, sauf pour quelques cas particuliers (ex. : crapauduc, lombriduc expérimentés dans le Nord, passages à blaireaux en Belgique, ou hamsteroducs dans la plaine d'Alsace, etc.), les écoducs visent maintenant à restaurer un minimum de connectivité écologique non pour quelques espèces, mais pour des biocénoses entières (écopaysagère).
Ce sont donc des substituts artificiels et ponctuels (mais fonctionnels) aux corridors biologiques qui, dans la nature, permettent aux espèces de circuler. Ils s'inscrivent à ce titre dans un réseau écologique et en France dans la Trame verte et bleue nationale. Les réalisations les plus récentes sont qualifiées d'écoponts à haute fonctionnalité écologique. Leur genèse complète vise à favoriser leur utilisation par les espèces concernées : depuis les études de localisation et de conception et les concertations menées en amont en passant par les techniques de chantier mises en œuvre dans le respect de l'environnement et enfin, leur habillage écologique qui adapte les techniques de génie écologique au contexte précis de ces ouvrages et met en œuvre des équipements faunistiques innovants.
La perspective d'un dérèglement climatique a renforcé le souci de permettre une circulation minimale des espèces et communautés d'espèces, et des gènes nécessaires à l'adaptation des écosystèmes face à ces changements pour partie imprévisibles. Ceci a par exemple motivé en Australie le premier corridor climatique.

## Limites
Les écoducs compensent pour partie (mais insuffisamment en raison de leur rareté) les effets de la fragmentation écologique et du roadkill induits par les infrastructures humaines (telles que routes, autoroutes, canaux, voies ferrées, etc.) qui sont facteurs de morcellement écologique croissant (une des premières causes de régression de la biodiversité).
Comme les corridors écologiques, mais plus encore car très étroits et faisant « goulot d'étranglement », ils sont sensibles aux « effets de bordure » (sauf dans le cas d'habitats typiquement de lisière, la qualité de l'habitat le long du bord d'un fragment d'habitat est souvent beaucoup plus faible que dans le « cœur » de cet habitat). Leur forme « en diabolo » qui est la plus fréquente, et qui résulte d'un compromis coût-efficacité, limite probablement leur efficacité pour certaines espèces, surtout s'ils sont peu nombreux.
Enfin, ils sont limités en nombre (par leur coût et par les difficultés d'en construire au-dessus d'infrastructures existantes sans y bloquer la circulation ou la détourner coûteusement). Ceci explique que la plupart des écoducs construits depuis 20 ans l'ont été en nombre très limité, et uniquement dans le cadre de mesures conservatoires (par exemple : quand une nouvelle route est construite en tunnel sous une zone de continuité écologique à préserver) et/ou de mesures compensatoires, mais toujours à l'occasion de nouveaux grands axes de transports et au-dessus ou sous ces derniers. Ils n'ont pas été construits au-dessus d'infrastructures existantes et déjà anciennes où ils seraient tout autant nécessaires pour rétablir l'intégrité écologique fonctionnelle des paysages.

## Conditions d'efficacité

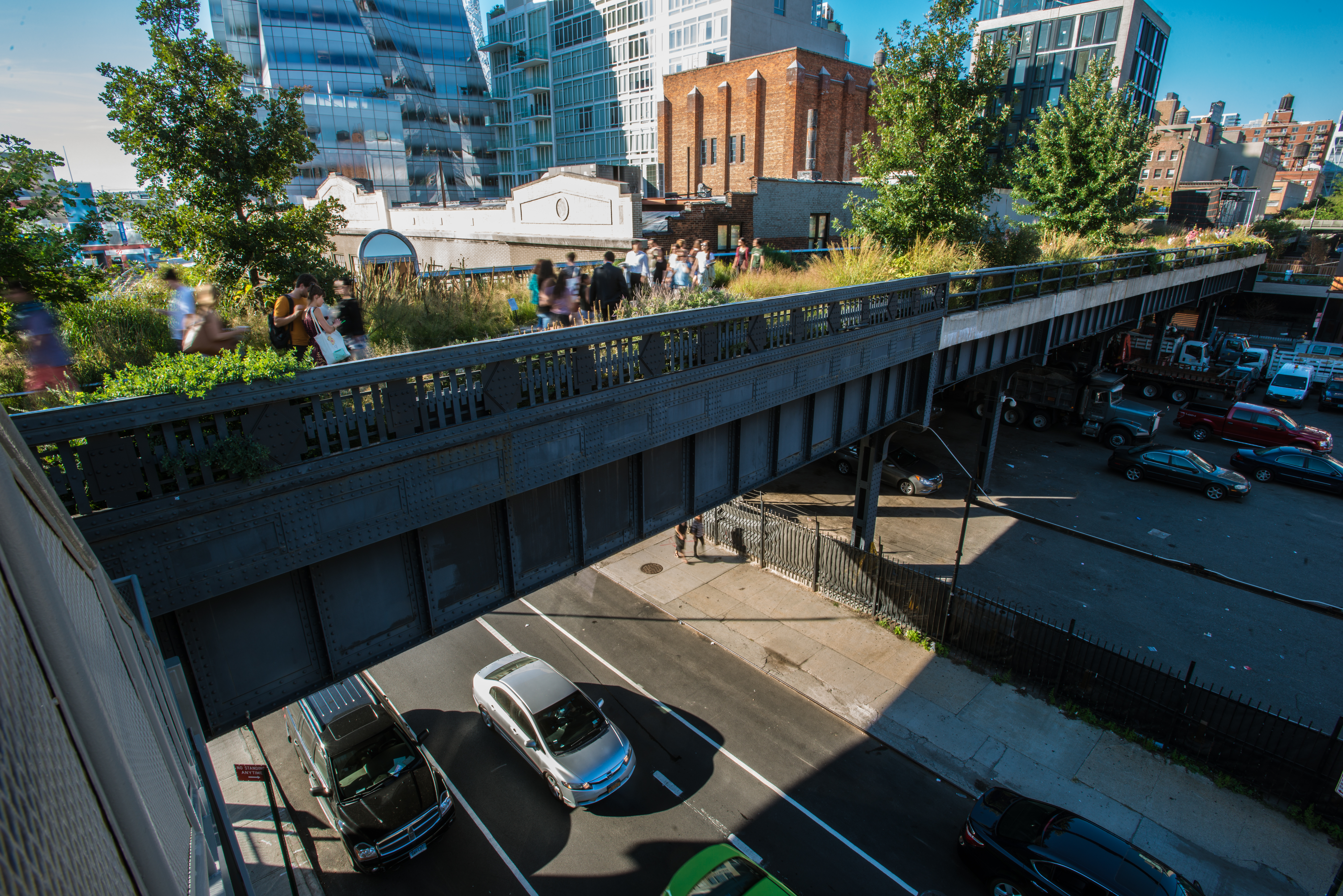
À cause du dérangement causé par la présence humaine et de chiens et chats, et en raison du peu de place disponible pour les espèces sauvages, ce type d'aménagement ne peut remplacer un écoduc, sauf pour quelques espèces, généralement ubiquistes, notamment de nuit.

L'efficacité d'un écoduc (et donc son emplacement) nécessite une étude scientifique préalable pour bien repérer et cartographier les lieux de passages de la faune, laquelle transporte graines et propagules de végétaux, champignons et microbes nécessaires aux équilibres écologiques dynamiques. Une vision prospective des impacts directs et indirects de l'infrastructure dont on cherche à compenser les impacts, est nécessaire, mais toujours pour partie incertaine (par exemple : on a montré en 2022, que les écoducs construits au Texas depuis les années 1990 pour notamment sauver les derniers ocelots ne sont pas utilisés par ces félins, car souvent « situés à plus de 100 km d'une population d'ocelots existante », alors que « les collisions avec des véhicules sont la plus grande source connue de mortalité pour les ocelots au Texas »).
L'aménagement de surface doit reproduire à l'identique ou imiter de façon fonctionnelle les habitats, gites, refuges ou toutes les structures utilisées pour leur déplacement par les espèces visées par le projet : plantations et semis « appétents » ou pouvant servir de refuge, dalles de pierres pour servir d'abris ou de place d'insolation, etc. Il est désormais classique de réaliser des « andains faunistiques » : agrégats de bois et matériaux caverneux pour diversifier les habitats disponibles. Ce concept a été récemment adapté sur les autoroutes A8 et A57 au contexte spécifique des écoponts. Il s'inspire des « garennes artificielles », « hôtels à insectes » ou encore des « abris à reptiles ». Afin de favoriser l’utilisation de ces ouvrages par les reptiles et la microfaune, tout en augmentant la profondeur de sol disponible pour planter des arbres, c’est le principe de la terrasse adossée à une structure en muret qui a été adapté sous forme de modules successifs. Le principe a été baptisé « écorestanques », les restanques étant les terrasses de pierres sèches de Provence. Ce principe permet d’adosser une levée de terre sur un agglomérat constitué de boisseaux en terre cuite, de pierres et de rondins. Cet agglomérat permet par ailleurs de réduire la masse de l'ensemble. Les modules sont espacés pour permettre des retours périodiques au sol.
Le passage de la grande faune sous une infrastructure de transport est facilité si celle-ci est suffisamment surélevée, et si le passage n'est pas éclairé de nuit, ni bruyant, ni trop sec et s'il n'y a pas d'odeur humaine ou de chien (ce qui signifie que le passage prévu pour les animaux doit être isolé d'un éventuel chemin pour les humains). Ce passage « à faune » doit aussi être suffisamment large, avec un espace dégagé à ses extrémités, tout en étant riche en cachettes des deux côtés. L'idéal étant que la route passe en tunnel sur de longues sections aux endroits où les animaux traversent le plus volontiers, soit naturellement, soit parce qu'on les y a conduits, en veillant à ce que les conditions de leur survie soient par ailleurs assurées.

## Types d'écoducs

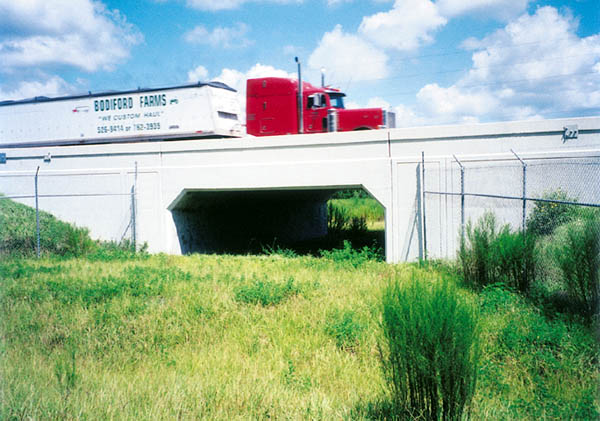
Passage à ours sous une route aux États-Unis.

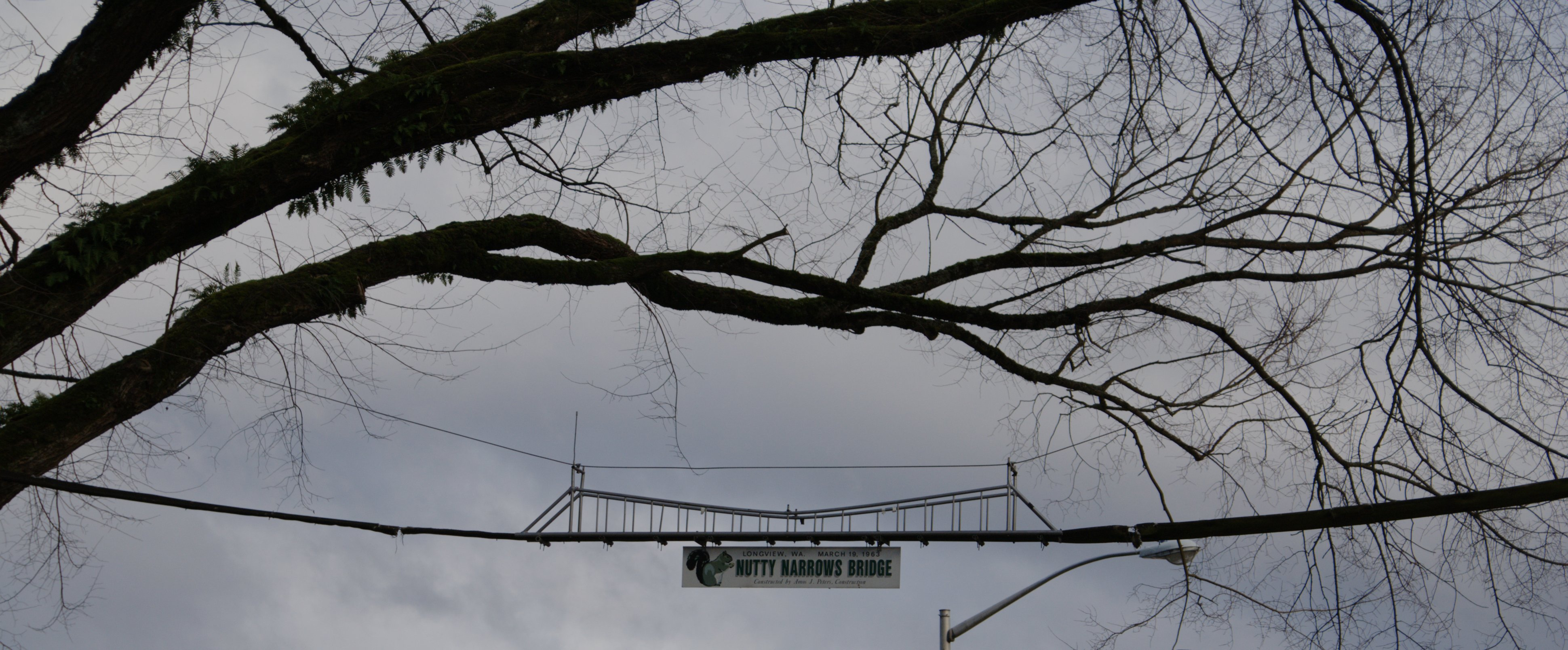
Le Nutty Narrows Bridge à Longview (Washington) est un spécialement adapté aux écureuils, pour leur permettre de traverser en sécurité une grande voie de circulation où ils se faisaient antérieurement facilement écraser. Ces « écureuilloducs » peuvent aussi être utilisés par des loirs et des lérots.

L'écoduc peut être construit au-dessus, mais aussi parfois en dessous de l'infrastructure concernée.

Les « passages supérieurs », vus du ciel, ont souvent une forme en « diabolo » pour mieux « inviter » la faune à l'emprunter, et pour en diminuer le coût de construction. Ils sont souvent construits lors de la construction au titre des mesures compensatoires, mais ils peuvent parfois être construits des années ou décennies après l'ouvrage routier (ex. : col du Grand Bœuf sur l'autoroute A7 en France, construit en 2009 au-dessus d'un ouvrage entamé en 1950).
On installe parfois des mares ou zones plus humides à l'entrée et à la sortie des écoducs, ce qui semble augmenter le nombre d'espèces qui les utilisent. Un fossé humide peut le traverser, et un lit de cailloux secs mettre en confiance les espèces inféodées à ces deux types différents de milieux.
Certains écoducs sont spécifiquement conçus pour favoriser une espèce ou un groupe particulièrement menacé dans le contexte local (ex. : crapauducs pour les amphibiens (crapauds, grenouilles…), lombriducs pour les vers de terre, etc.).

Des passerelles expérimentales ont été testées au-dessus de routes pour que les écureuils (écureuilloduc, testés au Japon, ou dans l'Île de White au Royaume-Uni) et les chauve-souris soient moins souvent victimes de la circulation routière (par exemple le « chiroptéroduc » créé dans le cadre des mesures conservatoires de l'autoroute A65 qui sur son tracé Langon-Pau croisait des aires de nourrissage ou de déplacement de 19 espèces sur les 26 que compte l'Aquitaine). Ailleurs ce sont des tortues terrestres qu'on aide à faire passer sous les routes. Certaines de ces passerelles sont équipées de détecteurs et appareils de photo automatiques.
Les passes à poissons sont un autre type d'écoduc, souvent installées pour permettre la remontée des saumons en raison de leur valeur symbolique, et économique (pour la pêche en rivière), mais ces passes sont utilisées par de nombreuses autres espèces, petites ou grandes migratrices : truites, épinoches, anguilles, lamproies, etc.
La plupart des grands écoducs sont cependant conçus, positionnés, construits et gérés pour qu'ils soient utilisés ou utilisables par un grand nombre d'espèces, une des difficultés étant d'y faire passer en sécurité des espèces-proies et leurs prédateurs.
De nouveaux designs ou principes constructifs sont testés pour alléger ces ouvrages, ou y intégrer plus d'écomatériaux, avec notamment un concours international sur les passages à faunes organisé par l'ARC (« the International Wildlife Crossing Infrastructure Design Competition ») visant à encourager l'innovation en la matière.

### Exemples d'écoducs

#### Schémas de principe
Les schémas ci-dessous (non-limitatifs) illustrent des solutions techniques répondant à différents objectifs ou besoins de mesures conservatoires ou compensatoires visant à atténuer la fragmentation écopaysagère induite par des routes et/ou cours d'eau (éventuellement canalisés). Ils peuvent s'intégrer dans une stratégie de trame verte et bleue

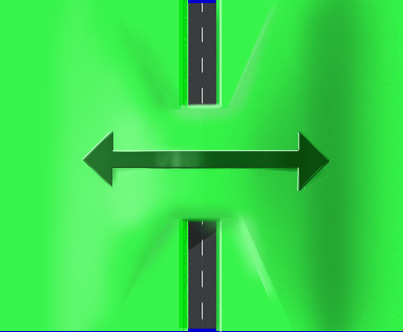
Principe de base (Passage supérieur).
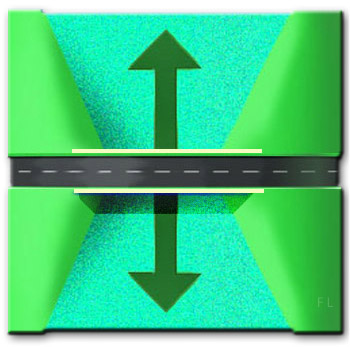
Principe de base (Passage inférieur).
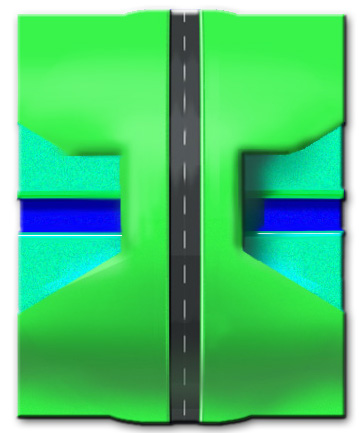
Combinaison de passage inférieur et supérieur.
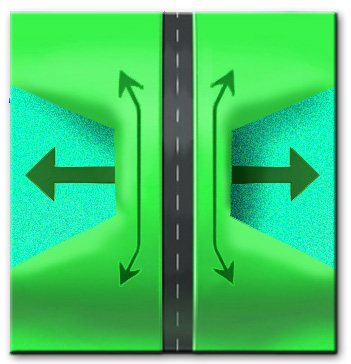
Combinaison de passage inférieur et supérieur.
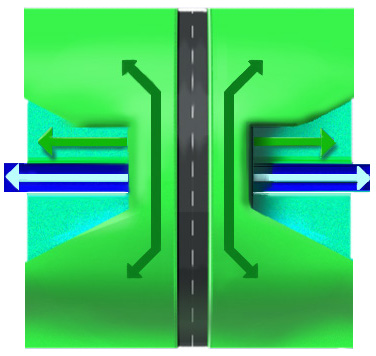
Combinaison de passage inférieur et supérieur.
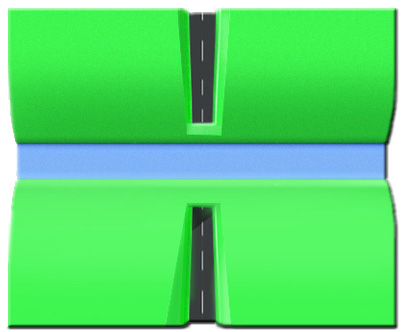
Rare cas particulier (intégrité écologique du Continuum « berges + cours d'eau » maintenu par passage en tunnel de la route).

#### Les écoducs dans le monde
- Le plus grand écoduc des États-Unis, nommé Robert L.B. Tobin Land Bridge, a été construit en 2020 à San Antonio, au Texas. Large de 150 pieds (45,72 m), et d'un coût de 23 millions de dollars, il permet le passage de la grande et de la petite faune terrestre, ainsi que des piétons traversant le parc Phil Hardberger. D'autres écoducs sont déjà réalisés et fonctionnent, par exemple dans l'Utah[13].

## Évaluation
Des pièges à trace et appareils photographiques, ou caméras à déclenchement automatique (à amplification lumineuse la nuit, ou fonctionnant au besoin aussi dans l'infrarouge), permettent de mesurer l'efficacité d'un écoduc, les animaux les franchissant de préférence la nuit. Le CETE en France a mis en ligne quelques exemples d'animaux en train de traverser un écopont.
Ils peuvent être intégrés dans un projet architectural et paysager (Quinzième cible HQE).

## Alternatives aux écoducs
Un passage en tunnel, ou l'utilisation d'un téléphérique en montagne, ou encore le débardage par câble, par chevaux ou l'utilisation de routes provisoires permettent, sans nécessiter la construction d'un écoduc, ou de manière complémentaire, de réduire la fragmentation écopaysagère.
L'usage du dirigeable est périodiquement évoqué, par exemple pour l'installation d'éoliennes, ou le débardage afin de pouvoir se passer de construire des routes.
Sur certaines routes françaises existent des radars à faune qui détectent le passage des animaux (harde de sangliers par exemple) et déclenchent un feu de signalisation destiné aux véhicules.

## Galeries illustrées

Exemples d'écoducs destinés à favoriser le passage d'une espèce particulière
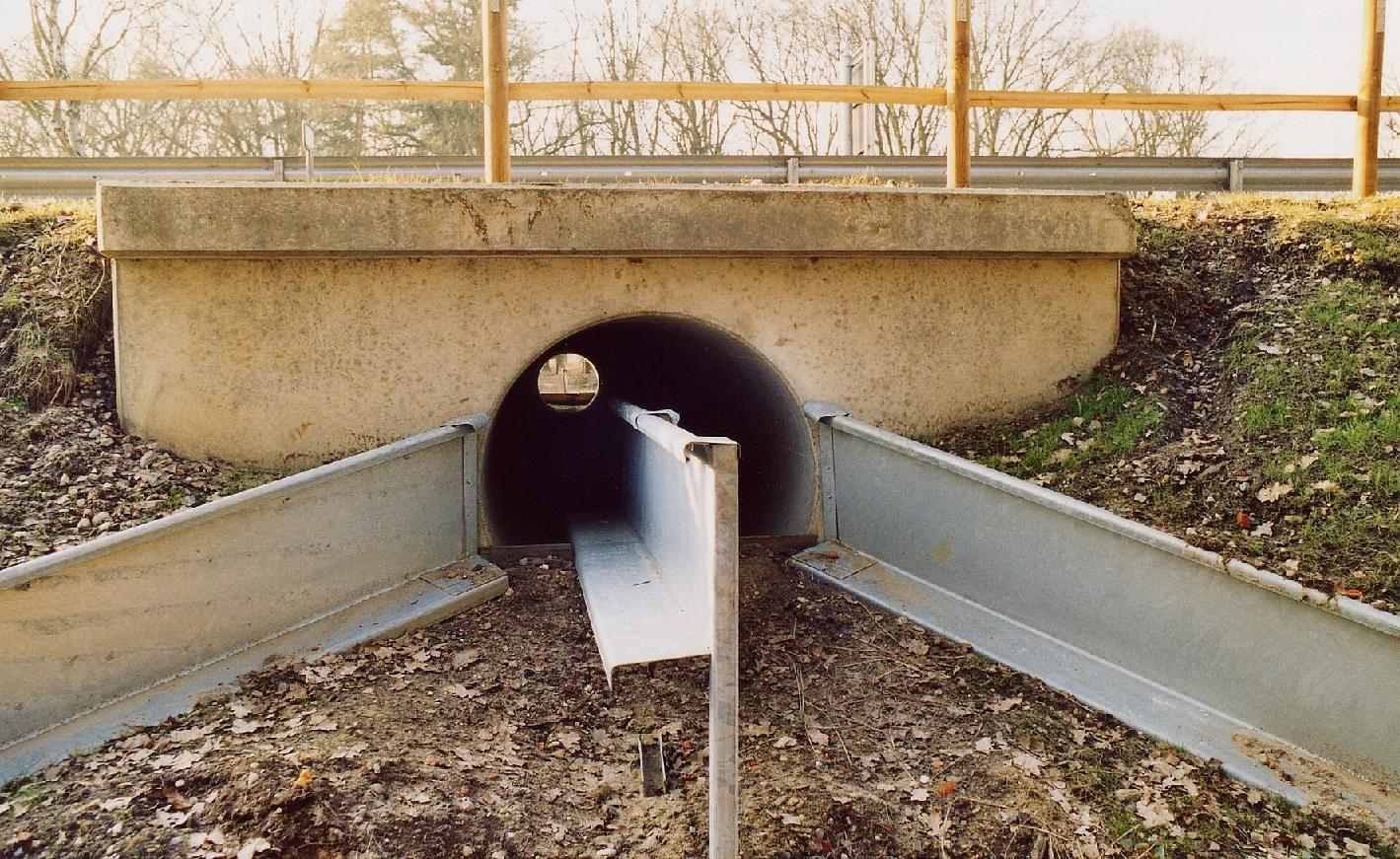
Les écoducs les plus connus sont les passages à amphibiens, qualifiés de crapauducs ou batrachoducs.
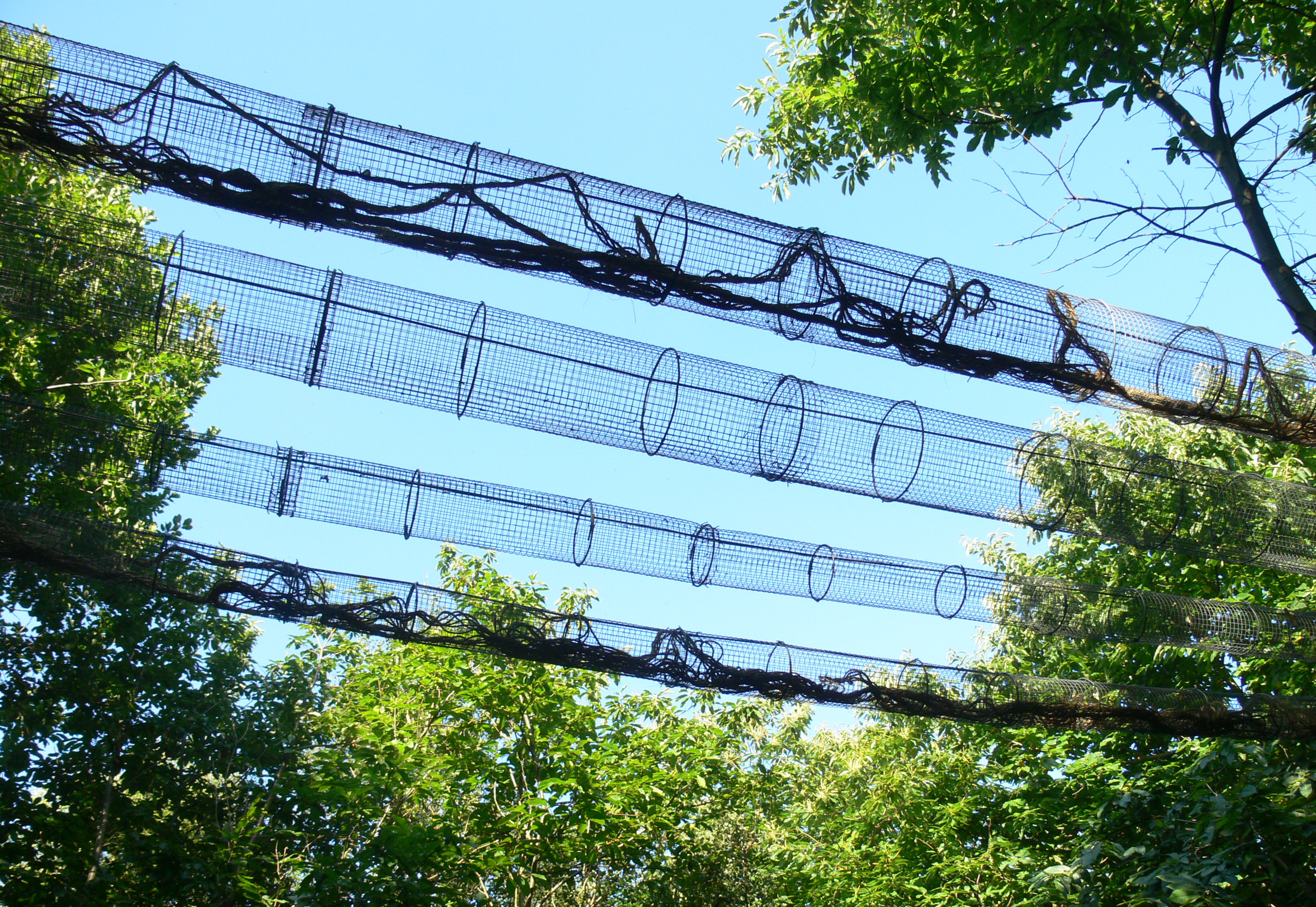
Passage pour petits mammifères (au-dessus d'un chemin), Wildwood Trust, Kent.
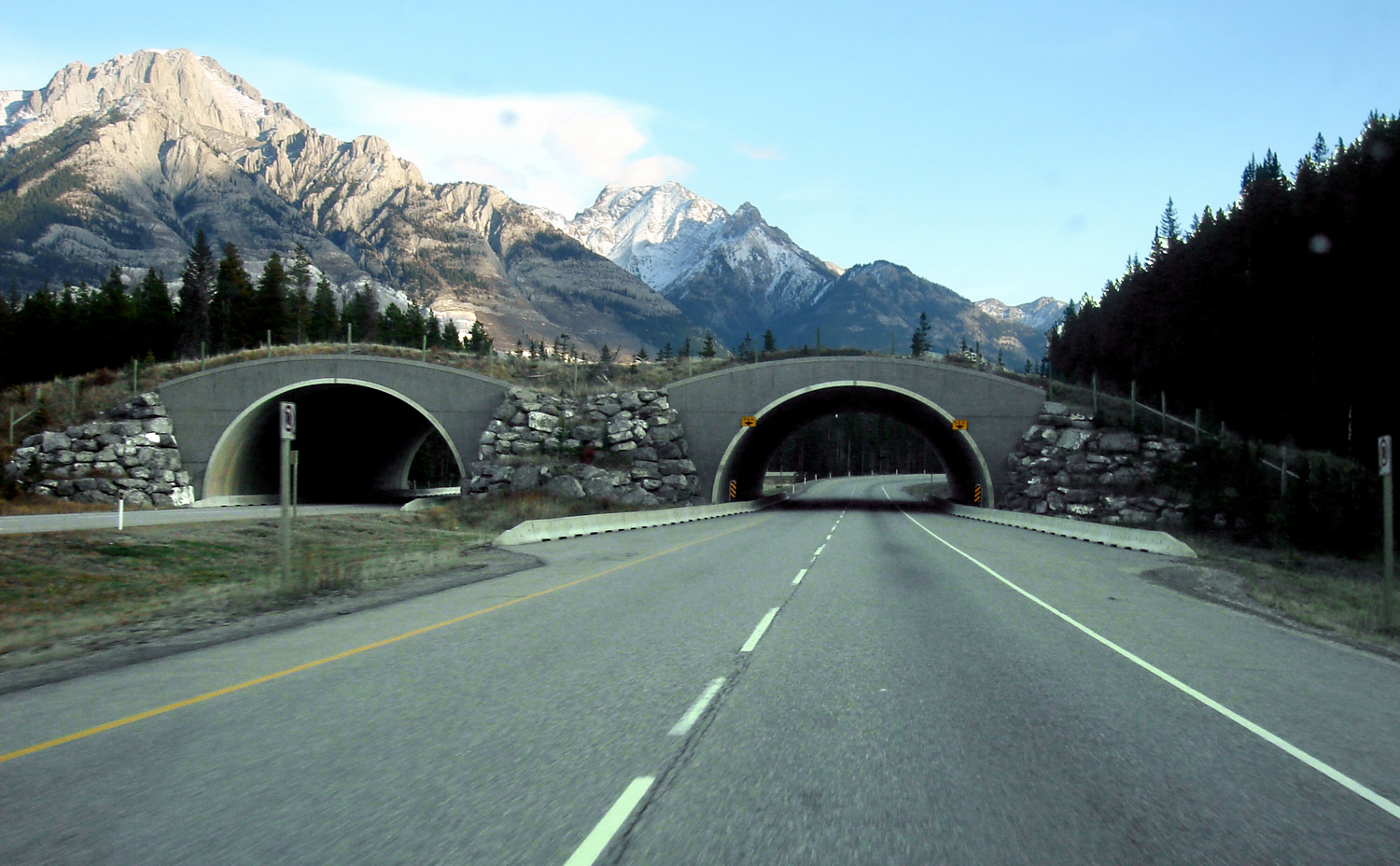
Écoduc conçu pour la traversée des ours au-dessus de l'autoroute Trans-Canada Highway dans l'Alberta,dans le Parc National de Banff.
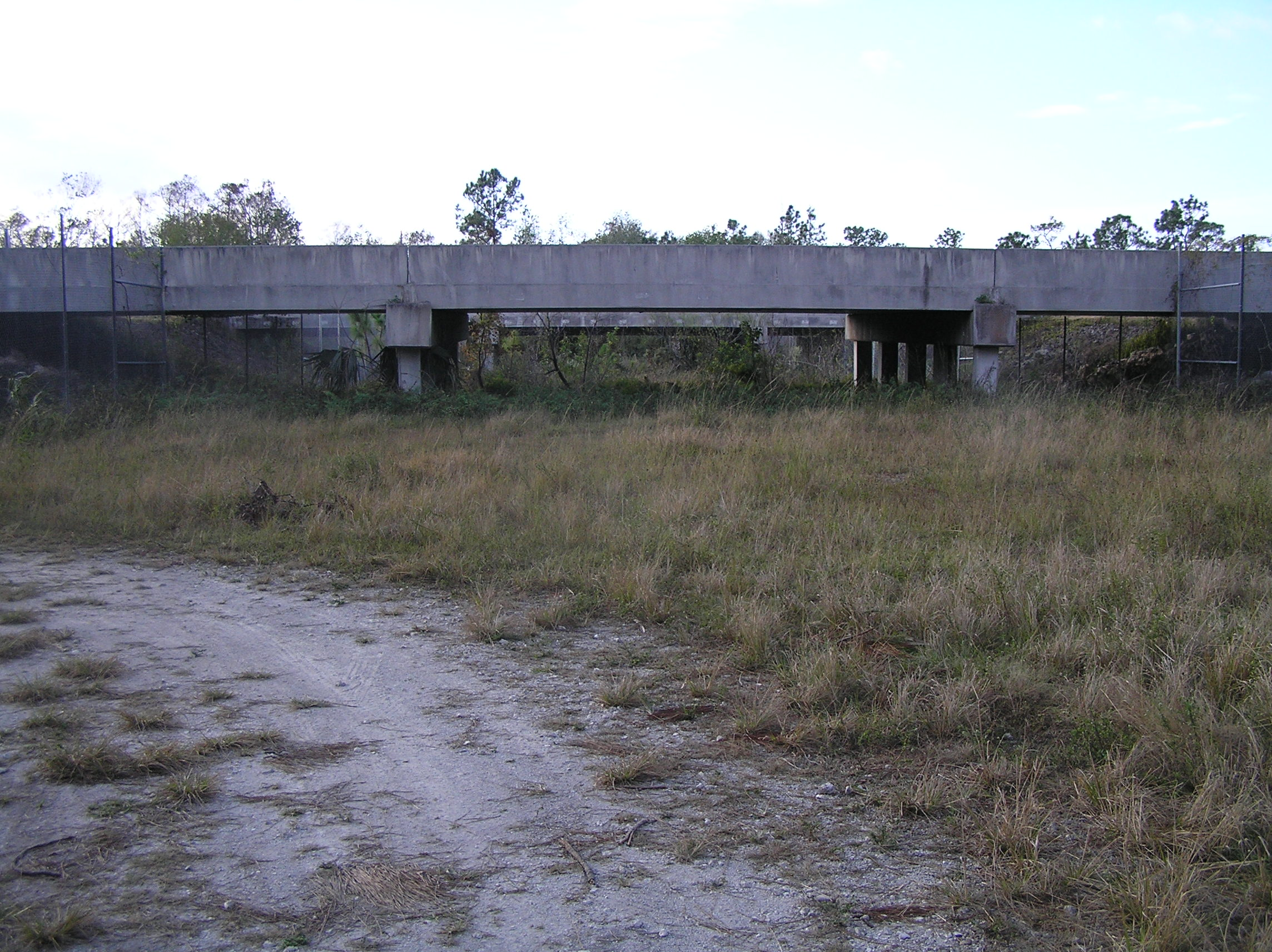
Passage sous les routes pour la panthère de floride (USA).
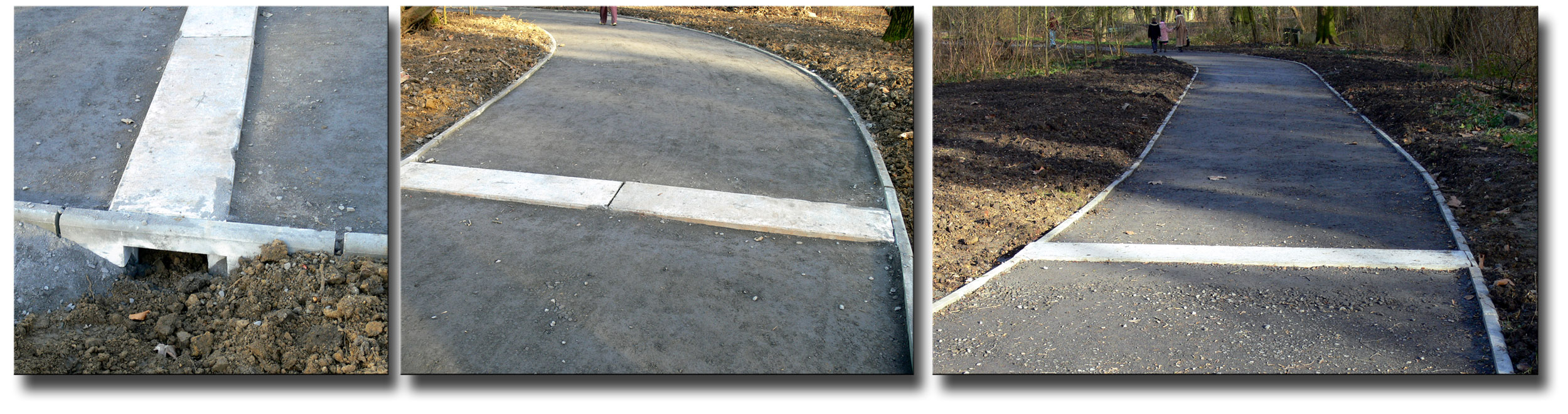
« Lombriducs », permettant aux invertébrés ou à des micromammifères de traverser un chemin. La terre d'origine n'a pas été damée durant le chantier (Parc urbain, Lille).

Quelques types d'écoducs
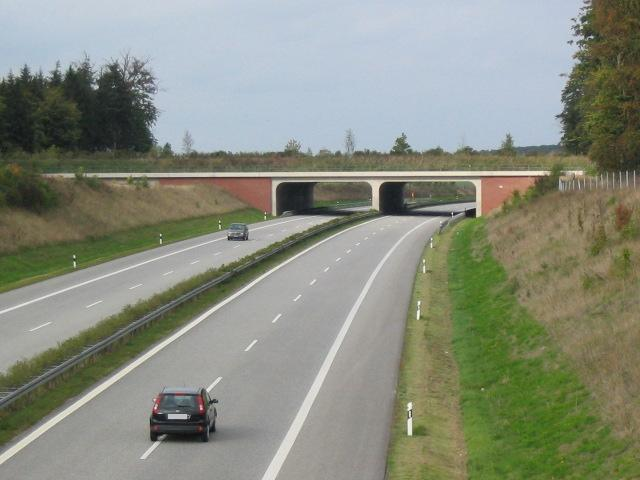
Type d'écoduc, désormais « classique », au-dessus de l'A 14, près de Schwerin (Mecklembourg-Poméranie occidentale, Allemagne).
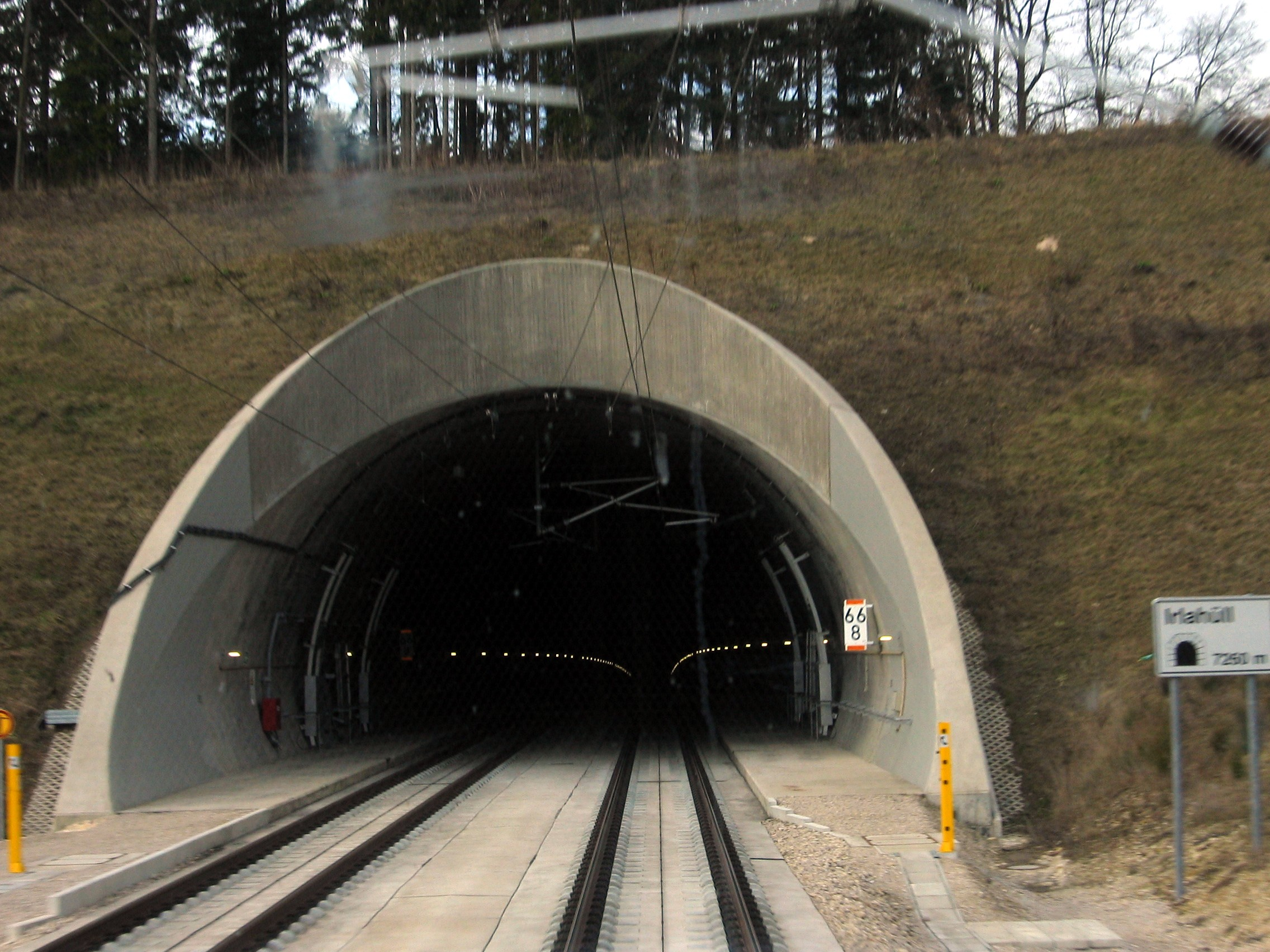
Les trains, comme les canaux peuvent passer sous un écoduc.

Exemples d'alternative au « passage supérieur »
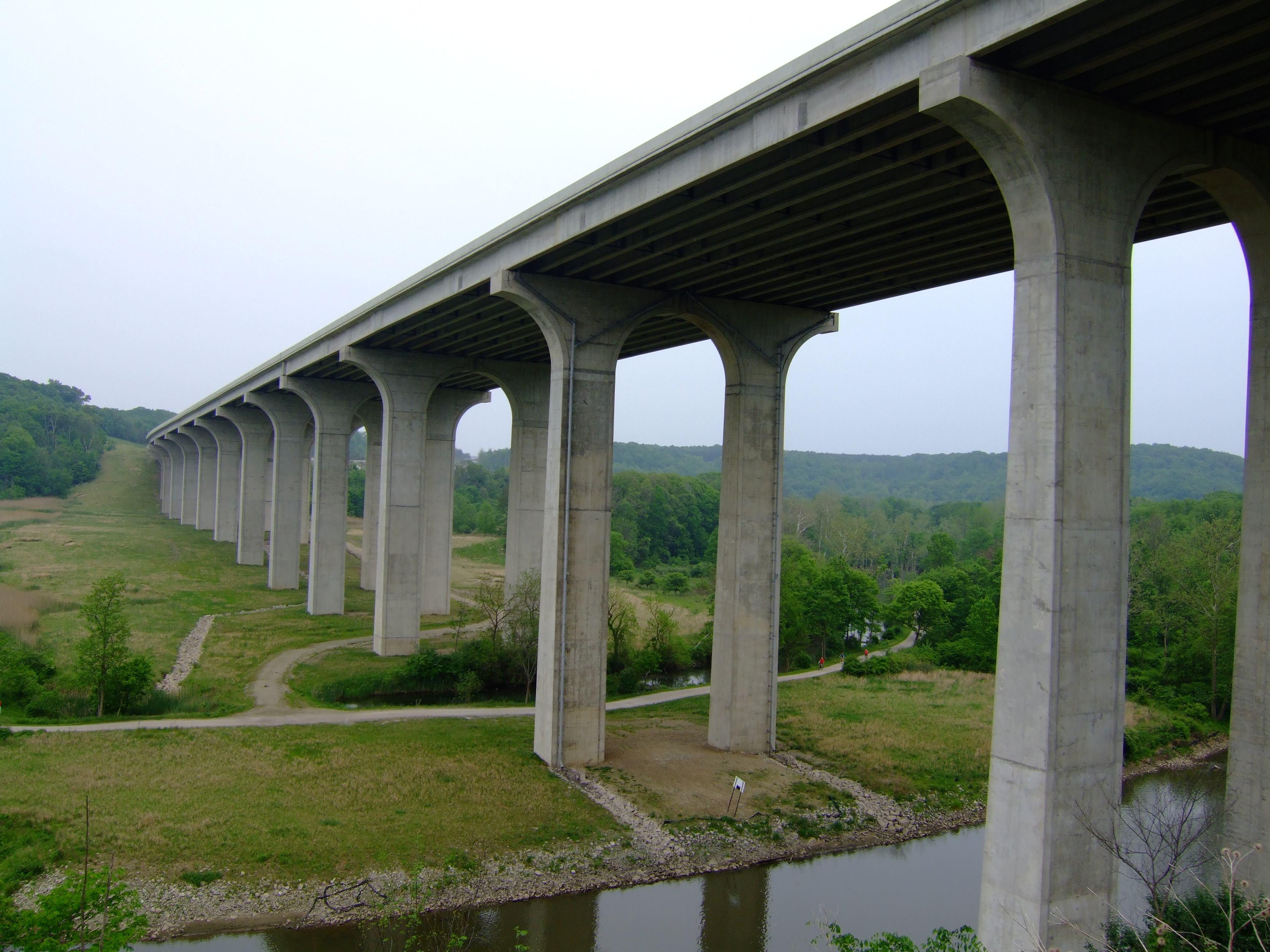
Plus un viaduc est haut, moins son impact fragmentant se fera sentir au sol. (Ohio Turnpike Bridge (Interstate 80) sur la rivière Cuyahoga (États-Unis). Ce type d'ouvrage peut néanmoins poser des problèmes pour certains oiseaux migrateurs qui suivent les vallées.
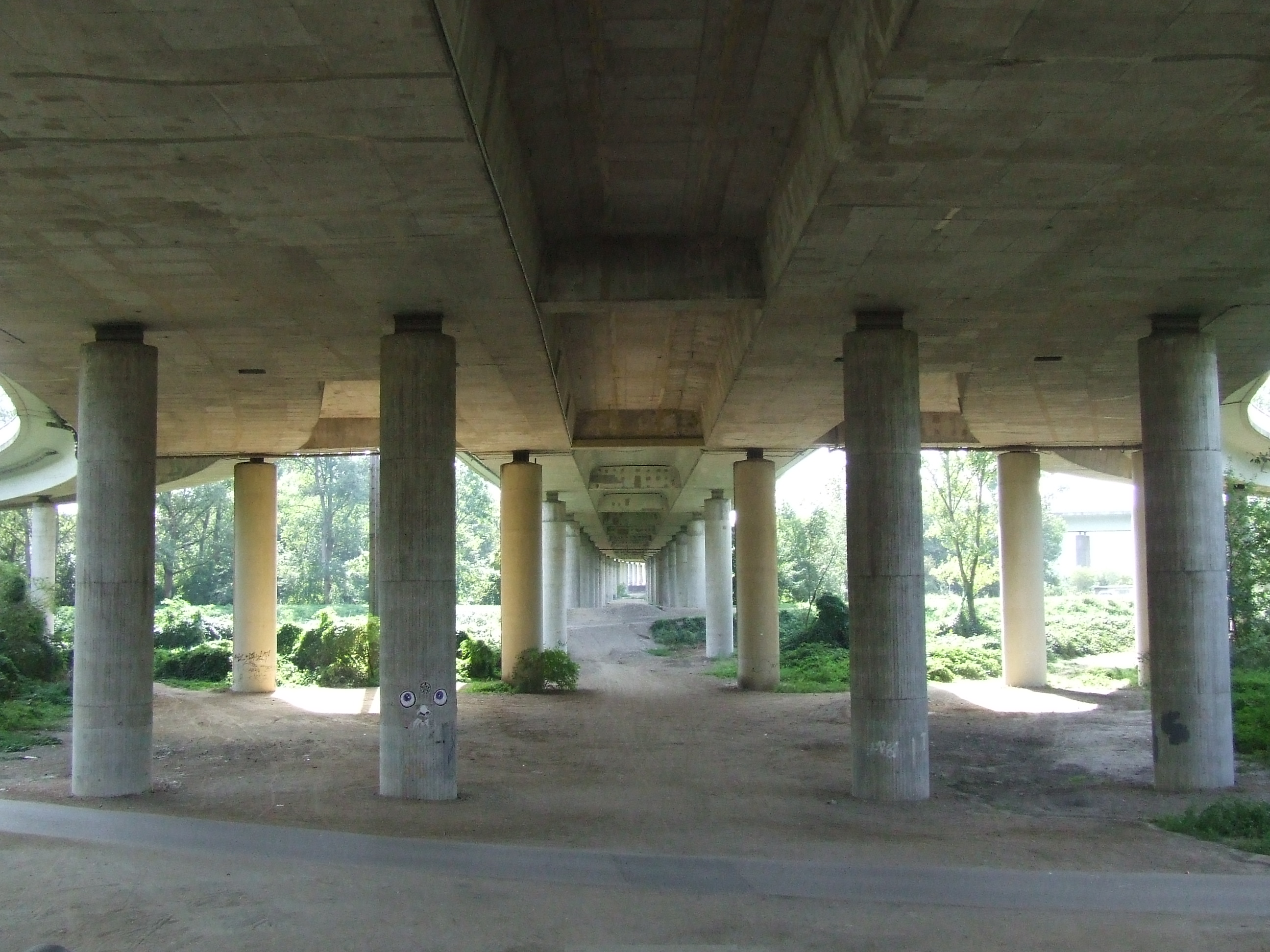
Sous ce type de route, le milieu trop sec et artificiel bloque la circulation de la plupart des espèces. Cette infrastructure reste écologiquement fragmentante. Une faible présence humaine, une irrigation discrète et un apport de sol, pierres et souches entrelacées faciliteront le passage.
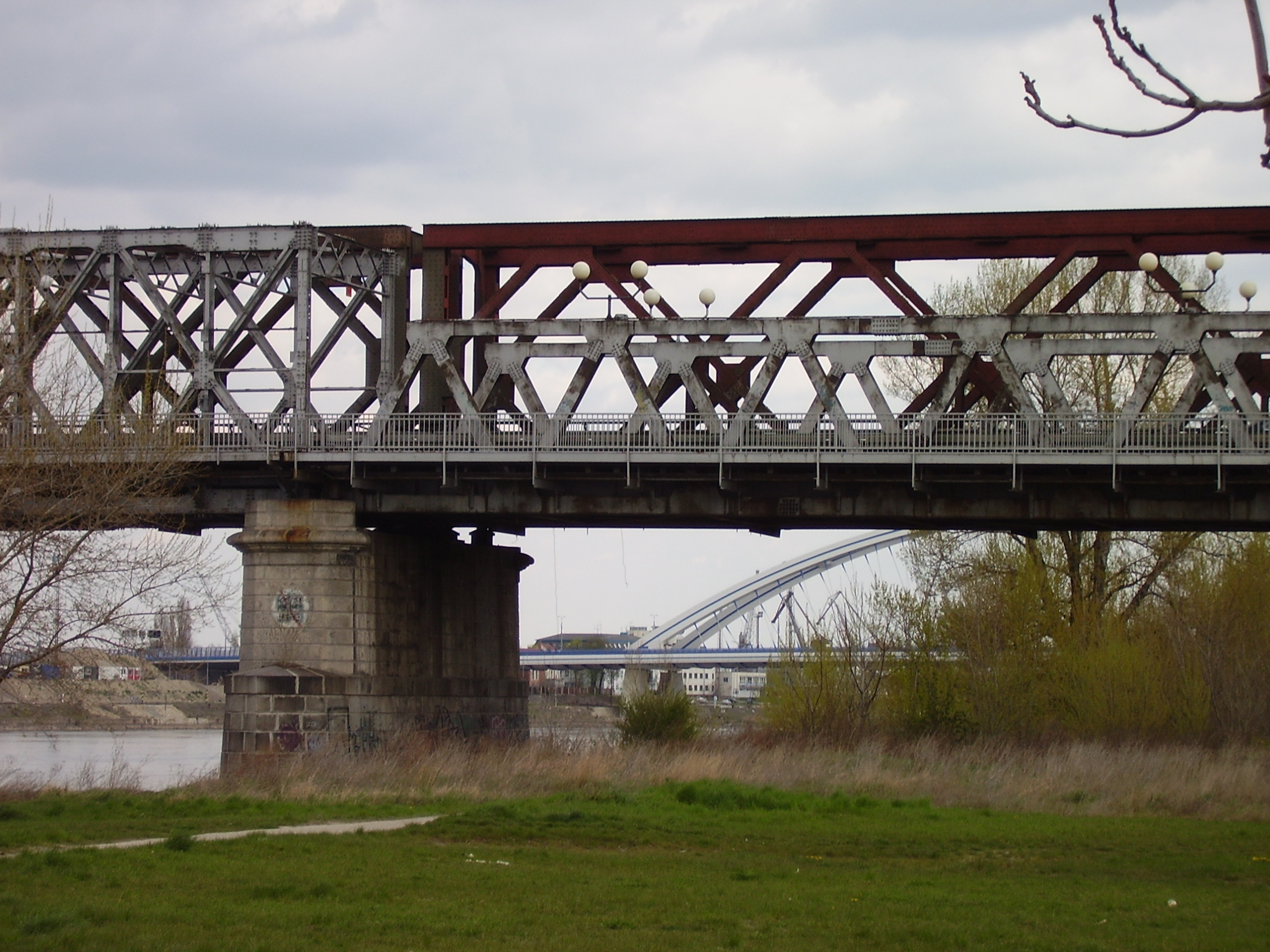
Un sol végétalisé et une bande arborée sécurisante peut aider de nombreuses espèces à passer sous l'obstacle.
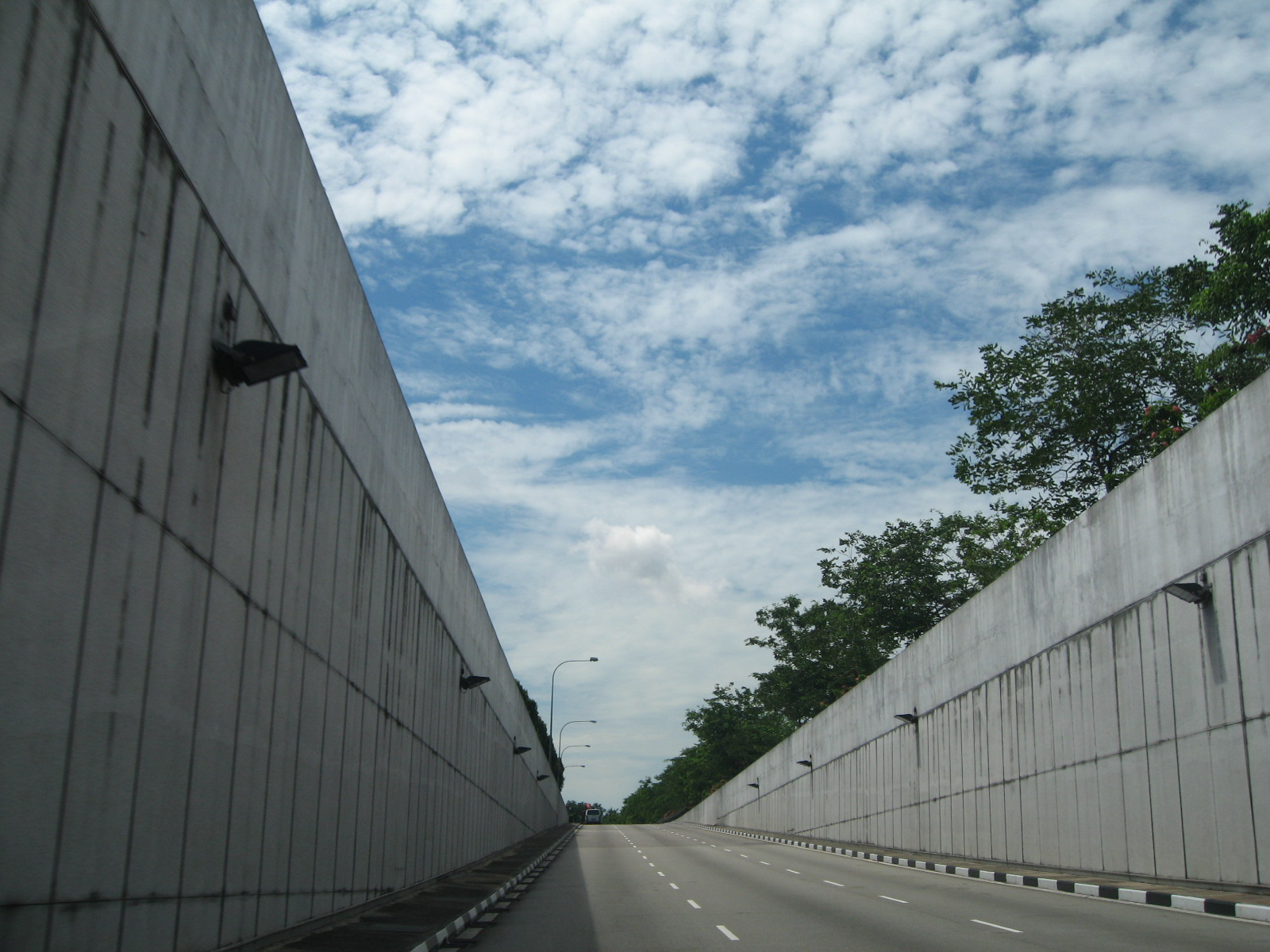
Les écoducs peuvent passer « sur » ou « sous » les infrastructures de transport, mais le passage des véhicules en tunnel est la solution la plus efficace. Le tunnel est préférable à la tranchée couverte.